# كبر (الملاجم)

تعديل مصدري - تعديل

كبر هي إحدى قرى عزلة عفار آل مفتاح بمديرية الملاجم التابعة لمحافظة البيضاء، بلغ تعداد سكانها 493 نسمة حسب تعداد اليمن لعام 2004.